# Busana
Busana (emilianisch: Buṣâna; Bezeichnung der Einwohner: Busanesi) ist eine Fraktion und Gemeindesitz der italienischen Gemeinde (comune) Ventasso in der Provinz Reggio Emilia, Region Emilia-Romagna.

## Geografie
Der Ort liegt etwa 42 Kilometer südsüdwestlich von Reggio nell’Emilia im Nationalpark Toskanisch-Emilianischer Apennin auf einer Höhe von 855 m s.l.m. auf der orographisch linken Talseite des vom Secchia durchflossenen gleichnamigen Tales.

## Geschichte
Bussana war bis 2015 eine eigenständige Gemeinde und schloss sich am 1. Januar 2016 mit der Nachbargemeinden Collagna, Ligonchio und Ramiseto zur neuen Gemeinde Ventasso zusammen. Zum Gemeindegebiet von Bussana gehörten auch die Ortsteile Ca’ Ferrari, Casale, Cervarezza Terme, Frassinedolo, Marmoreto, Nismozza und Talada. Die Nachbargemeinden waren Castelnovo ne’ Monti, Collagna, Ligonchio, Ramiseto und Villa Minozzo. Der Fluss Secchia bildete die östliche Gemeindegrenze.

## Verkehr
An Busana führt die Strada Statale 63 del Valico del Cerreto von Aulla nach Gualtieri vorbei.